# Pasja według św. Marka (BWV 247)
Pasja według św. Marka – dzieło Johanna Sebastiana Bacha powstałe około 1731 roku. Do dziś nie zachowała się część muzyczna dzieła.
W roku 2000 rekonstrukcji "Pasji..." podjął się ur. w Holandii Ton Koopman – światowej sławy dyrygent, organista oraz klawesynista. W celu odtworzenia dzieła, Koopman skomponował recytatywy oraz dobrał muzykę pochodzącą z innych kompozycji Bacha – m.in. kantat oraz Wielkiej Mszy h-moll.